# Kazimierz Kaczmarczyk
Kazimierz Kaczmarczyk (ur. 3 lutego 1878 w Starym Wiśniczu, zm. 6 kwietnia 1966 w Poznaniu) – polski historyk, archiwista, wydawca źródeł, profesor Uniwersytetu Poznańskiego, członek PAU.

## Życiorys
Był synem Jakuba (chłopa małorolnego) i Marianny z Liszków. Pierwsze nauki pobierał w latach 1885–1889 w szkole ludowej w Starym Wiśniczu. Następnie do 1891 uczęszczał do szkoły elementarnej w Wiśniczu Nowym. Uczył się w gimnazjum w Bochni (1891–1896). W czasie nauki gimnazjalnej należał do organizacji patriotycznej „Przebudzenie” w Bochni. Po relegowaniu za czytanie niegalnego czaspisma, w 1896 przeniósł się do gimnazjum w podkrakowskim Podgórzu. Po ukończeniu szkoły i zdaniu w 1899 matury został powołany do armii austro-węgierskiej jako tzw. jednoroczny ochotnik. Od 1 października 1899 do 30 września 1900 służył w 4 Dolnoaustriackim Pułku Piechoty Wielkiego Mistrza Zakonu Krzyżackiego. W latach 1900–1904 studiował na Wydziale Filozoficznym Uniwersytetu Jagiellońskiego. W 1906 został członkiem Towarzystwa Historycznego we Lwowie. W 1909 obronił (przygotowaną pod kierunkiem Stanisława Krzyżanowskiego) pracę doktorską pt. Rozwój terytorialny i historyczny kolonizacji na prawie niemieckim w Polsce i wpływ jej na zmianę ciężarów ludności (pod koniec panowania Kazimierza Wielkiego), która w 1911 została wydrukowana pod zmienionym tytułem: Ciężary ludności wiejskiej i miejskiej na prawie niemieckim w Polsce XIII i XIV wieku. Jeszcze w czasie studiów praktykował w Archiwum Akt Dawnych Miasta Krakowa, od 1904 był tamże asystentem, w latach 1910–1918 adiunktem, 1918–1919 archiwariuszem. Później pracował jako archiwista w Archiwum Skarbowym w Warszawie (1919–1920), a od 1920 był związany z Archiwum Państwowym w Poznaniu; był jego wicedyrektorem (1920–1925), dyrektorem (1925–1939, 1945–1953), kustoszem (od 1953).
Po wybuchu I wojny światowej od 1 sierpnia 1914 do 20 września 1914 służył w 16. Powiatowej Komendzie Uzupełnień Obrony Krajowej w Krakowie, a od 15 lipca 1915 do 30 października 1918 w Cesarsko-Królewskim Oddziale Policji Wojskowej w Krakowie. 1 września 1915 otrzymał awans na porucznika, a 14 maja 1918 na kapitana. Od 1 listopada 1918 pełnił służbę w Wojsku Polskim w stopniu kapitana piechoty przy Komendzie Policji Wojskowej w Krakowie, 28 lutego 1919 został zdemobilizowany i z dniem 1 marca przeniesiony do rezerwy. 1 kwietnia 1919 rozpoczął pracę w Archiwum Skarbowym w Warszawie na stanowisku p.o. archiwisty.
W latach 1922–1931 był kolejno zastępcą kierownika i kierownikiem Komisji ds. Likwidacyjnych Niemieckich w Poznaniu. Uczestniczył w rokowaniach archiwistycznych w Berlinie (1925) i Wiedniu (1930–1932), a po II wojnie światowej w akcji rewindykacyjnej materiałów archiwalnych, wywiezionych przez hitlerowców do Czechosłowacji.
W 1929 został powołany na członka korespondenta Polskiej Akademii Umiejętności, od 1948 brał udział w pracach Komisji Etnograficznej PAU. Należał także do Towarzystwa Miłośników Historii i Zabytków Krakowa (w latach 1914–1920 sekretarz, od 1937 członek honorowy), Poznańskiego Towarzystwa Przyjaciół Nauk (od 1920 członek zwyczajny, w latach 1945–1947 wiceprzewodniczący), Towarzystwa Miłośników Miasta Poznania (w latach 1923–1939 członek zarządu). Był zaprzyjaźniony z Franciszkiem Bujakiem.
W czasie okupacji hitlerowskiej więziony w Poznaniu i Ostrowcu Świętokrzyskim (1939–1940), później pracował jako archiwariusz w Archiwum Państwowym Miasta Krakowa i Województwa Krakowskiego (1940–1945). Uchwałą Centralnej Komisji Kwalifikacyjnej dla Pracowników Nauki z 27 czerwca 1957 otrzymał tytuł naukowy profesora nadzwyczajnego Uniwersytetu Poznańskiego (nominacja nastąpiła w dniu 6 lipca 1957).
Jego zainteresowania naukowe obejmowały archiwistykę oraz historię prawa polskiego XIII i XIV wieku. Był jednym z współtwórców nowoczesnej archiwistyki polskiej. Prowadził prace inwentaryzacyjne dokumentów i ksiąg starego Krakowa, skatalogował rękopisy klasztoru Bożego Ciała w Krakowie, kościoła paulinów na Skałce oraz kapituły krakowskiej. Założył lub unowocześnił archiwa miejskie w Poznaniu, Bydgoszczy, Toruniu, Łodzi. Przygotował do wydania m.in. Libris iuris civilis cracoviensis 1399–1506 (1913, z indeksami), Katalog Archiwum Opactwa Cystersów w Mogile (1919, z Gerardem Kowalskim), Acta consularia posnaniensia 1454–1506 (1925–1948, 3 tomy), Najstarszą księgę ławniczą toruńską, 1363–1428 (1936), Kodeks dyplomatyczny klasztoru Jasnogórskiego (1929, z Janem Nepomucenem Fijałkiem), Księgę ziemską poznańską, 1400–1407 (1960); wydawał również teksty podań ludowych z okolic Wiśnicza.
Był dwukrotnie żonaty. 4 lutego 1904 ożenił się z Matyldą Mijal (1875–1907), z którą miał córkę Marylę (1904–1966). 27 sierpnia 1910 ożenił się z Władysławą Anielą Antoniną Nikolay (ur. 1887), z którą miał troje dzieci: Zdzisława, Zofię (ur. 1914) i Wisława (ur. 1920).
Został pochowany na Cmentarzu Junikowo w Poznaniu (pole 8 kwatera 6-2-6).

## Ordery i odznaczenia
- Krzyż Komandorski Orderu Odrodzenia Polski (14 maja 1957)
- Krzyż Oficerski Orderu Odrodzenia Polski (27 listopada 1929)[4]
- Złoty Krzyż Zasługi (dwukrotnie: 11 lipca 1948, 10 lipca 1951[5])
- Medal 10-lecia Polski Ludowej (1955)
- Srebrny Medal za Długoletnią Służbę (11 listopada 1938)
- Brązowy Medal za Długoletnią Służbę (31 maja 1938)
- Krzyż Komandorski Orderu Zasługi dla Republiki Austrii (5 grudnia 1936)

## Niektóre publikacje
- Proces o czarostwo w roku 1688 i 1680 (1901)
- Zarys dziejów Archiwum Miasta Krakowa (1913)
- Działalność niemieckiego zarządu archiwalnego w Warszawie w latach 1915–1918 (1923)
- Malarze poznańscy w XV wieku i ich cech (1924)
- Przegląd literatury poświęconej dziejom Wielkopolski (1925)
- Nasze archiwa w latach 1901–1925 (1926)
- Literatura archiwalna odrodzonej Polski (1928)
- Lokacja starej Łodzi na prawie niemieckiem w roku 1387 (1928)
- Włosi w Poznaniu na przełomie XV na XVI wiek (1928)
- Potrzeby naszych archiwów (1929)
- Liber scabinorum veteris civitatis thoruniensis, Toruń 1936